# Pilgrim (album)
Pilgrim is het tweede muziekalbum van de Nederlandse band Trion.
De muziek op het album is geheel instrumentaal en doet denken aan de symfonische rock van begin jaren zeventig, mede door het gebruik van "oude" toetsinstrumenten. Trion is qua samenstelling niet gewijzigd; voor de musici wordt verwezen naar het hoofdartikel. Het is het tweede volwaardige album van Trion, op het album Spaghetti Epic I spelen ze maar één track Frank, dat op dit album in een bewerkte versie te horen is.

## Composities
1. Pilgrim
2. Silence of the universe
3. Walk on land
4. How we used to go
5. The magnificent forest
6. Reveal the mystery
7. Giant man
8. The book
9. Blue shadows
10. A dream
11. The deep ocean
12. Out there somewhere
13. Frank